# 瑞德·薛恩汀斯特
艾伯特·弗瑞德·「瑞德」·薛恩汀斯特（英語：Albert Fred "Red" Schoendienst，1923年2月2日—2018年6月6日），為美國職棒大聯盟的二壘手。生涯前中段都待在紅雀隊，後期則待過巨人和勇士。他生涯10次入選明星賽，並於1965年至1976年於紅雀隊擔任總教練。1989年，他入選名人堂，2018年以95歲高齡去世。他終其一生都將人生奉獻給棒球，他的2號球衣也被紅雀隊給退休。

## 職業生涯
薛恩汀斯特在小聯盟時期是擔任游擊手，不過紅雀在當時已經有一名剛拿下國聯MVP的游擊手馬蒂·馬里昂，因此薛恩汀斯特被指派為左外野手。1945年，他出賽了137場比賽，打擊率為2成78，並以26次盜壘拿下國聯盜壘王。1946年世界大賽，紅雀將薛恩汀斯特移防二壘。最後他們也在5年內拿下第3座冠軍。1950年的全明星賽，薛恩汀斯特在延長14局敲出致勝全壘打，幫助國聯以4比3勝出。1956年，他以.9934的防守率寫下了國聯新紀錄，這項紀錄直到30年後才被打破。
1956年，紅雀將薛恩汀斯特、Jackie Brandt、Bill Sarni和Dick Littlefield交易至巨人，換來Alvin Dark、Whitey Lockman、Ray Katt和Don Liddle。
隔年球季，巨人將薛恩汀斯特交易至勇士，換來巴比·湯森、Ray Crone和Danny O'Connell。而他也幫助勇士隊拿下久違的國聯冠軍，最後勇士在世界大賽打敗洋基拿下球隊在密爾瓦基的唯一一座世界大賽金盃。這年薛恩汀斯特的打擊率為3成09，而他也在MVP票選中拿下第三名。1958年世界大賽，勇士與洋基再次碰頭，不過這次換勇士鏖戰7場吞敗。而薛恩汀斯特也成為系列賽的最後一個出局數。
1959年2月，薛恩汀斯特在進行全肺切除術時感染肺結核。當時他被醫生告知可能無法再回到球場上打球，不過他仍在1960年回歸棒球場。1961年，他回到老東家紅雀隊，一開始他都擔任球隊的代打，不過後面他成為球隊的其中一名教練。1962年和1963年，薛恩汀斯特的單季打擊率都超過3成，他也在1963年球季結束後退休。

## 執教生涯

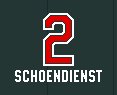
1996年，紅雀隊將薛恩汀斯特的2號球衣退休。

1964年，紅雀拿下世界大賽冠軍後，總教練Keane辭職，改由薛恩汀斯特接替總教練一職。而他也在3年後帶領紅雀闖進世界大賽，並且再次拿下冠軍。總計他14年的執教生涯一共拿下1041勝955敗。1977年至1978年，他在運動家隊擔任教練。1982年，他加入紅雀隊的教練團，並成為球隊總經理的特助。這一年他拿下了個人的第五座冠軍。
1989年，名人堂資深委員會將薛恩汀斯特入選至名人堂。1996年，紅雀將他的2號球衣永久退休。1998年，他入選了紅雀隊的名人堂。2014年，他和其他21名前紅雀球員入選紅雀隊的名人堂博物館。

## 執教成績
| 球隊       | 開始年 | 結束年 | 例行賽戰績 | 例行賽戰績 | 例行賽戰績 | 季後賽戰績 | 季後賽戰績 | 季後賽戰績 | 備註  |
| 球隊       | 開始年 | 結束年 | W          | L          | Win %      | W          | L          | Win %      | 備註  |
| ---------- | ------ | ------ | ---------- | ---------- | ---------- | ---------- | ---------- | ---------- | ----- |
| 聖路易紅雀 | 1965   | 1976   | 1010       | 925        | .522       | 7          | 7          | .500       | [ 8 ] |
| 聖路易紅雀 | 1980   | 1980   | 18         | 19         | .486       | 0          | 0          | -          | [ 8 ] |
| 聖路易紅雀 | 1990   | 1990   | 13         | 11         | .542       | 0          | 0          | -          | [ 8 ] |
| Total      | Total  | Total  | 1041       | 955        | .522       | 7          | 7          | .500       | -     |

## 個人生活
薛恩汀斯特於1947年結婚，他的妻子在1999年去世。而他擁有4個小孩、10個孫子和7個曾孫。在他去世之時，他花了76年奉獻給了棒球，其中有67年更是皆效力於紅雀隊。
2017年11月13日，高齡99歲的名人堂成員鮑比·多爾去世，而薛恩汀斯特也成為最年長的名人堂球員。他也成為1946年紅雀奪冠班底成員中最晚去世的球員。
2018年6月6日，高齡95歲的薛恩汀斯特去世。

## 生涯打擊數據
| 出賽場次 | 打席 | 打數 | 得分 | 安打 | 二安 | 三安 | 全壘打 | 打點 | 盜壘 | 保送 | 三振 | 打擊率 | 長打率 | 上壘率 | 觸身球 | 守備率 |
| -------- | ---- | ---- | ---- | ---- | ---- | ---- | ------ | ---- | ---- | ---- | ---- | ------ | ------ | ------ | ------ | ------ |
| 2216     | 9224 | 8479 | 1223 | 2449 | 427  | 78   | 84     | 773  | 89   | 606  | 346  | .289   | .387   | .337   | 21     | .983   |

## 外部連結
- 球員資訊和成績在MLB，ESPN，Baseball-Reference，Fangraphs（英文）
- 瑞德·薛恩汀斯特在台灣棒球維基館上的頁面（繁體中文）